# Vall d’obi
Una vall d'obi és una vall de fons pla i vessants de pendent pronunciat.
Se sol descriure com una vall de perfil en "U", en forma d'obi, i associar-se al modelat glacial.